# 三木義一
三木義一（みき よしかず、1950年（昭和25年）5月3日 - ）は、日本の法学者、弁護士。専門は租税法・行政法・会計。学位は、博士（法学）（一橋大学・1993年）（学位論文「現代税法と人権」）。青山学院大学名誉教授。第18代青山学院大学学長（2015年-2019年）。

## 人物
東京都出身。中央大学法学部卒業後、一橋大学大学院法学研究科に進学し、市原昌三郎の指導を受けた。大学で教鞭を執りつつ、弁護士活動も行う。ドイツでミュンスター財政裁判所客員裁判官も務めた。立命館大学教授、青山学院大学学長を経て、青山学院大学名誉教授、大学基準協会監事。1996年、日本不動産学会著作賞及び東京市政調査会藤田賞受賞。
2010年には民主党政権下で政府税制調査会専門家委員に就任。また民主党税制改正プロジェクトチームによる有識者ヒアリングに座長として参加。社会保障と税の共通番号制度などについて政策提言をした。
2015年12月、青山学院大学学長に就任。

## 経歴
- 1950年 - 東京都生まれ。
- 1969年 - 東京都立大学附属高等学校卒業。
- 1973年 - 中央大学法学部卒業。清水睦ゼミ。
- 1975年
  - ?月 - 一橋大学大学院法学研究科公法専攻修士課程修了。法学博士の学位を取得[7]。市原昌三郎ゼミ。
  - 11月 - 一橋大学大学院法学研究科博士課程中退。
  - ?月 - 日本大学法学部助手。北野弘久研究室。
- 1980年
  - 4月 - 静岡大学人文学部法学科専任講師。
  - 10月 - 静岡大学人文学部助教授。
- 1993年
  - 3月 -「現代税法と人権」で一橋大学博士（法学）の学位を取得。
  - 4月 - 静岡大学人文学部法学科教授。
- 1994年4月 - 立命館大学法学部教授。
- 1998年
  - 4月から10月まで、ミュンスター財政裁判所客員裁判官。
  - ?月 - 国土庁土地政策審議会特別委員。
- 2002年 - 滋賀県地価調査委員会議長。
- 2004年 - 立命館大学大学院法務研究科教授に異動。
- 2009年
  - 1月 - 弁護士登録（大阪弁護士会）、共栄法律事務所入所（客員弁護士）。
  - 9月 - 政府税制調査会専門家委員会委員及び納税環境整備小委員会座長に就任。
- 2010年 - 青山学院大学法学部教授。
- 2014年
  - ?月 - 青山学院大学法学部長に就任。民間税制調査会を設立。
- 2015年
  - 12月 - 青山学院大学学長に就任[8]。兼学校法人青山学院理事兼評議員。
- 2019年12月 - 青山学院大学学長を退任[8]。
- 2020年
  - 4月 - 大和市健康都市大学客員教授[9]。
  - 6月 - 山本法律会計事務所入所[10]。

## エピソード
主な著書の中に『よくわかる税法入門』がある。2025年現在第19版まで発行され、代表作となる。
なお、第3版までは、表紙カバーに主人公である税理士春香のイラストが描かれており、学術書でありながら、異色のカバーデザインとなっていた。しかし、読者から「電車内や学校の教室等では、恥ずかしくて本を開けない」という意見もあり、第4版からは、比較的おとなしくなった。また、第6版（2012年）までは『よくわかる税法入門—税理士・春香のゼミナール』としてサブタイトルが付されていたが、第7版（2013年）からは、現在のようにサブタイトルのない形に改められている。
改訂につき新しいカバーデザインを選ぶことになった時、ゼミ生である学部生や大学院生、その他友人や知人等を対象に人気投票を実施し、一番人気であったデザインを採用させた。

## 著書

### 単編著
- 『うまい酒と酒税法 かしこい酒選びのアドバイス』有斐閣〈有斐閣新書〉、1986年12月。ISBN 9784641090705。
- 『納税者の権利救済のための 租税手続法活用事典』ぎょうせい、1988年6月。ISBN 9784324013038。
- 『現代税法と人権』勁草書房、1992年9月。ISBN 9784326401536。
- 『受益者負担制度の法的研究』信山社出版、1995年9月。ISBN 9784882619284。
- 『逆転裁決例精選50 課税処分取消し事例から探る実務ヒント』ぎょうせい、1998年6月。ISBN 9784324054390。
  - 『逆転裁決例精選50 課税処分取消し事例から探る実務ヒント』 PartⅡ、ぎょうせい、2007年6月。ISBN 9784324082126。
- 『相続・贈与と税』一粒社〈叢書 民法総合判例研究〉、2000年8月。ISBN 9784752702917。
- 『よくわかる税法入門 税理士・春香のゼミナール』有斐閣〈有斐閣選書〉、2001年8月。ISBN 9784641280557。
  - 『よくわかる税法入門 税理士・春香のゼミナール』（第2版）有斐閣〈有斐閣選書〉、2003年3月。ISBN 9784641280830。
  - 『よくわかる税法入門 税理士・春香のゼミナール』（第3版）有斐閣〈有斐閣選書〉、2007年3月。ISBN 9784641281035。
  - 『よくわかる税法入門 税理士・春香のゼミナール』（第3版補訂版）有斐閣〈有斐閣選書〉、2007年3月。ISBN 9784641281073。
  - 『よくわかる税法入門 税理士・春香のゼミナール』（第4版）有斐閣〈有斐閣選書〉、2008年3月。ISBN 9784641281110。
  - 『よくわかる税法入門 税理士・春香のゼミナール』（第5版）有斐閣〈有斐閣選書〉、2010年4月。ISBN 9784641281189。
  - 『よくわかる税法入門 税理士・春香のゼミナール』（第6版）有斐閣〈有斐閣選書〉、2012年4月。ISBN 9784641281295。
  - 『よくわかる税法入門』（第7版）有斐閣〈有斐閣選書〉、2013年3月。ISBN 9784641281318。
  - 『よくわかる税法入門』（第8版）有斐閣〈有斐閣選書〉、2014年4月。ISBN 9784641281349。
  - 『よくわかる税法入門』（第9版）有斐閣〈有斐閣選書〉、2015年4月。ISBN 9784641281363。
  - 『よくわかる税法入門』（第10版）有斐閣〈有斐閣選書〉、2016年3月。ISBN 9784641281394。
  - 『よくわかる税法入門』（第11版）有斐閣〈有斐閣選書〉、2017年4月。ISBN 9784641281417。
  - 『よくわかる税法入門』（第12版）有斐閣〈有斐閣選書〉、2018年3月。ISBN 9784641281424。
  - 『よくわかる税法入門』（第13版）有斐閣〈有斐閣選書〉、2019年3月。ISBN 9784641281448。
  - 『よくわかる税法入門』（第14版）有斐閣〈有斐閣選書〉、2020年3月。ISBN 9784641281493。
  - 『よくわかる税法入門』（第15版）有斐閣〈有斐閣選書〉、2021年3月。ISBN 9784641281509。
  - 『よくわかる税法入門』（第16版）有斐閣〈有斐閣選書〉、2022年3月。ISBN 9784641281523。
  - 『よくわかる税法入門』（第17版）有斐閣〈有斐閣選書〉、2023年3月。ISBN 9784641281547。
  - 『よくわかる税法入門』（第18版）有斐閣〈有斐閣選書〉、2024年3月。ISBN 9784641281561。
  - 『よくわかる税法入門』（第19版）有斐閣〈有斐閣選書〉、2025年3月。ISBN 9784641281578。
- 『世界の税金裁判』清文社、2001年8月。ISBN 9784433223915。
- 『税理士・春香の事件簿』清文社、2001年8月。ISBN 9784433223816。
- 『日本の税金』岩波書店〈岩波新書〉、2003年8月。ISBN 9784004308492。
  - 『日本の税金』（新版）岩波書店〈岩波新書〉、2012年3月。ISBN 9784004313595。
  - 『日本の税金』（第3版）岩波書店〈岩波新書〉、2018年9月。ISBN 9784004317371。
- 『新 税理士・春香の事件簿 変わる税金裁判』清文社、2005年1月。ISBN 9784433223847。
- 『相続・贈与と税の判例総合解説』信山社〈判例総合解説シリーズ〉、2005年11月。ISBN 9784797256598。
- 『給与明細は謎だらけ サラリーマンのための所得税入門』光文社〈光文社新書〉、2009年4月。ISBN 9784334035044。
- 『日本の納税者』岩波書店〈岩波新書〉、2015年5月。ISBN 9784004315445。
- 『税のタブー』集英社インターナショナル〈インターナショナル新書〉、2019年8月。ISBN 9784797680416。
- 『13歳からの税』かもがわ出版〈13歳からのあなたへ〉、2020年1月。ISBN 9784780310702。
- 『まさかの税金--騙されないための大人の知識』　筑摩書房〈ちくま新書〉、2025年1月。ISBN 9784480076656

### 監修
- 『とられる税から私たちの税へ』かもがわ出版〈税ってなに？ 1〉、2014年1月。ISBN 9784780306644。
- 『税の集め方、使い方のしくみ』かもがわ出版〈税ってなに？ 2〉、2014年3月。ISBN 9784780306651。
- 『税の種類と使い道』かもがわ出版〈税ってなに？ 3〉、2014年4月。ISBN 9784780306668。
- 『消費税ってどんな税？』かもがわ出版〈税ってなに？ 4〉、2014年2月。ISBN 9784780306675。
- 『税法の中の「民法」を探る税理士・春香の民法講座』清文社、2014年8月。ISBN 9784433551445。
  - 『税法の中の「民法」を探る税理士・春香の民法講座』（新版）清文社、2019年2月。ISBN 9784433650285。
- 奥谷健『税理士・春香の事件簿』有斐閣、2015年6月。ISBN 9784641131972。
- 本山敦・伊川正樹編 編『新 実務家のための税務相談（民法編）』有斐閣、2017年6月。ISBN 9784641131972。
  - 本山敦・伊川正樹編 編『新 実務家のための税務相談（民法編）』（第2版）有斐閣、2020年12月。ISBN 9784641227934。
- 山田泰弘・安井栄二編 編『新 実務家のための税務相談（会社法編）』有斐閣、2017年6月。ISBN 9784641131989。
  - 山田泰弘・安井栄二編 編『新 実務家のための税務相談（会社法編）』（第2版）有斐閣、2020年12月。ISBN 9784641227934。
- 『典型契約の税法務 弁護士のための税法×税理士のための民法』中村芳昭・三木義一監修、日本加除出版、2018年4月。ISBN 9784817844729。
- 鹿田良美『判例から読み解く　よくわかる相続税法』有斐閣、2022年8月。ISBN 9784641281516。

### 共編著
- 小高剛、阿部泰隆、宮崎良夫、芝池義一、三木義一、木佐茂男『地方自治法の論点』有斐閣〈有斐閣新書〉、1982年8月。ISBN 9784641090088。
- 北野弘久・小池幸造・三木義一編 編『争点相続税法』勁草書房、1995年2月。ISBN 9784326401666。
  - 北野弘久・小池幸造・三木義一編 編『争点相続税法』（補訂版）勁草書房、1996年9月。ISBN 9784326401666。
- 三木義一・山下眞弘編著 編『税法と会社法の連携』税務経理協会、2003年8月。ISBN 9784419042387。
  - 三木義一・山下眞弘編著 編『税法と会社法の連携』（増補改訂版）税務経理協会、2004年5月。ISBN 9784419043704。
- 三木義一、関根稔、占部裕典『実務家のための税務相談 民法編』有斐閣、2003年11月。ISBN 9784641129375。
  - 三木義一、関根稔、占部裕典『実務家のための税務相談 民法編』（第2版）有斐閣、2006年12月。ISBN 9784641130043。
- 三木義一・西山慶一・高正臣編著 編『日韓国際相続と税 理論・実務・Q&A』日本加除出版、2005年7月。ISBN 9784817813039。
- 三木義一・田中治・占部裕典編著 編『〔租税〕判例分析ファイルⅠ 所得税編』税務経理協会、2006年4月。ISBN 9784419046217。
  - 三木義一・田中治・占部裕典編著 編『〔租税〕判例分析ファイルⅠ 所得税編』税務経理協会、2009年11月。ISBN 9784419053918。
- 三木義一・田中治・占部裕典編著 編『〔租税〕判例分析ファイルⅡ 法人税編』税務経理協会、2006年4月。ISBN 9784419046224。
  - 三木義一・田中治・占部裕典編著 編『〔租税〕判例分析ファイルⅡ 法人税編』税務経理協会、2009年11月。ISBN 9784419053925。
- 三木義一・田中治・占部裕典編著 編『〔租税〕判例分析ファイルⅢ 相続税・消費税編』税務経理協会、2006年4月。ISBN 9784419046231。
- 中村芳昭・三木義一編 編『租税法』法学書院〈演習ノート〉、2007年4月。ISBN 9784587312206。
  - 中村芳昭・三木義一編 編『租税法』（補訂版）法学書院〈演習ノート〉、2008年10月。ISBN 9784587312213。
  - 中村芳昭・三木義一編 編『租税法』（第3版）法学書院〈演習ノート〉、2013年9月。ISBN 9784587312220。
- 三木義一、前田謙二『よくわかる国際税務入門』有斐閣〈有斐閣選書〉、2008年2月。ISBN 9784641281097。
  - 三木義一、前田謙二著『よくわかる国際税務入門』（第2版）有斐閣〈有斐閣選書〉、2010年3月。ISBN 9784641281172。
  - 三木義一、前田謙二著『よくわかる国際税務入門』（第3版）有斐閣〈有斐閣選書〉、2012年6月。ISBN 9784641281301。
- 三木義一、藤本純也、安井栄二『よくわかる法人税法入門』有斐閣〈有斐閣選書〉、2011年12月。ISBN 9784641281233。
  - 三木義一、藤本純也、安井栄二『よくわかる法人税法入門』有斐閣〈有斐閣選書〉、2011年12月。ISBN 9784641281370。
- 三木義一、末崎衛『相続・贈与と税』（第2版）信山社、2013年5月。ISBN 9784797256529。
- 『建築女子が聞く住まいの金融と税制』大垣尚司・三木義一話し手、園田眞理子・馬場未織聞き手、学芸出版社〈住総研住まい読本〉、2015年7月。ISBN 9784761525996。
- 『こうして勝ち抜いてきた税務争訟の闘い方』山本洋一郎著／三木義一聞き手、法律文化社、2024年5月。ISBN 9784589043412。

## 出演
- 『ビデオニュース・ドットコム』
- 『ニューズ・オプエド』
- 『エアレボリューション』